# Alexis Falconieri
Pour les articles homonymes, voir Falconieri.
Alexis Falconieri, en italien Alessio Falconieri, né en 1200 à Florence (Toscane), mort le 17 février 1310 à Vaglia, est l'un des sept fondateurs de l'ordre des Servites de Marie. Il est fêté par l'Église catholique le 17 février, date de sa mort, en même temps que ses autres compagnons, canonisés ensemble « comme un seul homme » par le pape Léon XIII, le 15 janvier 1888.

## Biographie
Alexis était le fils de Bernard Falconieri, riche négociant de Florence. Sa famille appartenait au parti des guelfes, favorable à la papauté, et opposé aux tenants du Saint-Empire romain germanique.
Alexis grandit dans une atmosphère pieuse, cultivant l'humilité et la charité. Il rejoignit ensuite une confraternité religieuse dédiée à la Vierge Marie, où il rencontra ses six futurs compagnons. Tous les sept fondèrent l'ordre des Servites de Marie.
Ses biographes ont relaté les deux apparitions qu'ils eurent de la Vierge Marie, la première le  15 août 1233, jour de l'Assomption. La seconde, vêtue en Notre Dame des Douleurs et entourée d'anges, le 13 avril 1240, jour du Vendredi saint.
Il ne voulut jamais être ordonné prêtre, ne s'estimant pas digne de cette fonction, et préféra rester frère lai, occupé aux petites besognes, allant mendier la subsistance de ses frères. En 1252, avec l'aide financière de Chiarissimo Falconieri, il acheva la construction de l'église de Cafaggio, dans les faubourgs de Florence. Il fut le directeur spirituel de sa nièce, Julienne Falconieri, qui fut canonisée en 1737.
À la fin de sa vie, il se retira d'abord à La Camarzia, une maison à l'extérieur de la ville, et enfin à l'abbaye de Monte Senario où il mourut, âgé de 110 ans.
Sa dépouille repose près de l'église de l'Annonciation, à Florence.

## Béatification, canonisation
Béatifié le 1er décembre 1717 par le pape Clément XI, il est canonisé le 15 janvier 1888 par le pape Léon XIII, avec ses six compagnons. Il est fêté avec eux le 17 février.

## Représentation
Les sept fondateurs des Servites de Marie sont habituellement représentés ensemble, vêtus de bure noire, en contemplation devant la Vierge Marie. Ils sont les patrons de ceux qui font des projets ensemble.

## Sources
- (en)  Cet article contient des extraits traduits d'un article de la Catholic Encyclopedia dont le contenu se trouve dans le domaine public.

- (en) Cet article est partiellement ou en totalité issu de l’article de Wikipédia en anglais intitulé « Alexis Falconieri » (voir la liste des auteurs).
- Histoire de l'Église par les saints, Chanoine Audollent, Librairie Vitte.
- Le Petit Livre des saints, Rosa Giorgi, Larousse, 2006, - p. 108,  (ISBN 2-03-582665-9)